# Kostolné
Kostolné (maďarsky Nagyegyházas) je obec na západě Slovenska v okrese Myjava. Žije zde 598 obyvatel.

## Poloha a charakteristika
Obec Kostolné leží ve východní části Myjavské pahorkatiny, v údolí potoka Kostolník mezi Malými Karpaty a Bílými Karpaty. Pahorkatinný povrch katastru tvoří mladší třetihorní slepence a pískovce a starší třetihorní pískovce a jílovce. Celková plocha katastru zabírá 1011 ha. Střed obce se nachází v nadmořské výšce 219 m n. m. Převládají hnědozemní lesní půdy.

## Dějiny
Ve 13. století se v přilehlých lesích na krátký čas utábořily Mongolské kmeny. Od těch dob se cestě, jež pokračuje z ulice Kút, říká Sachanovec, protože se tam chodilo "za Chánem". V lokalitě obce Kostolné bylo odkryto žárové pohřebiště lužické kultury z mladší doby bronzové. První písemná zmínka o této obci pochází z roku 1392, kdy král Zikmund daroval čachtické panství spolu s 20 vesnicemi, mezi nimi i Kostolnem (Kosztolna), Ctiborovi ze Ctibořic. Obyvatelstvo se dělilo na 3 skupiny: sedláci, chalupníci a podružníci. V zemědělské výrobě bylo v Kostolnu rozšířeno pěstování prosa, konopí, chmele a šafránu a také chov skotu a ovcí. Důležitou roli hrálo tkalcovství. Ve vesnici se nacházely 2 mlýny. Uprostřed obce byl v roce 1785 dostavěn evangelický kostel, jediný kostel v obci. Od tohoto kostela se odvozuje název obce.
V období národního obrození zde působil významný evangelický kněz Ján Trokan (1810 – 1894), který se přátelil se Štúrovci, o čemž svědčí i Štúrova skála umístěna na skalnatém ostrohu v katastru obce. Ve velké míře přispíval do časopisů, novin a almanachů. V současnosti se potoční řadová zástavba rekonstruuje chalupáři z větších měst.

## Život v obci
V obci se nachází tenisový kurt a fotbalové hřiště, evangelický kostel a hřbitov, pomník obětem první světové války, požární zbrojnice, obecní knihovna, základní škola a dětské hřiště (mateřská škola se dříve nacházela za potravinami, ovšem z ekonomických důvodů se později spojila mateřská škola se základní, tudíž se přesunulo i dětské hřiště), restaurace Pytliakova studienka, kulturní dům, samoobslužné potraviny Fresh, pošta a autobusová stanice Kostolné
Kostolné má i svůj fotbalový tým: Obecný športový klub Slovan Kostolné. Hraje 7. ligu